# Pouteria baehniana
Pouteria baehniana är en tvåhjärtbladig växtart som beskrevs av Joseph Vincent Monachino. Pouteria baehniana ingår i släktet Pouteria och familjen Sapotaceae. Inga underarter finns listade i Catalogue of Life.